# 7554 (لعبة فيديو)
7554 ، هي لعبة فيديو من نوع تصويب منظور الشخص الأول، من إنتاج وتطوير شركة إيموبي غيمز الفيتنامية عام 2011م.

## أحداث اللعبة
تقع أحداث اللعبة في حرب فيتنام الأولى بين المقاومة الفيتنامية وبين القوات الفرنسية التي تحتل فيتنام كاملة، وتبدأ المعركة عام 1946م وتنتهي بانتصار الفيتناميين عام 1954م، وآخر معركة والتي هزم فيها الفرنسيين كانت في معركة دين بين فو.

## مصدر
1. ↑  Andy Chalk, "7554: Vietnam's Call of Duty Coming Next Year", The Escapist magazine, 6 December 2011, نسخة محفوظة 4 يناير 2019 على موقع واي باك مشين.
2. ↑  "PC gamers, meet 7554; the first major video game developed by a Vietnamese company", N4G, نسخة محفوظة 18 يونيو 2018 على موقع واي باك مشين.
3. ↑  Ben Kuchera, "7554 puts gamers in the shoes of Vietnamese soldier during historic battle", Ars Technica, Dec 8 2011, نسخة محفوظة 13 سبتمبر 2019 على موقع واي باك مشين.

## وصلات خارجية
- الموقع الرسمي
- 7554 at Emobi Games